# Gamla staden, Malmö
Gamla staden består av Malmös medeltida stadskärna och Nya staden som anlades i början av 1800-talet.[källa behövs] Gamla staden kan delas upp i två delar, Väster, ett till större delen välbevarat område och Öster, som till stora delar revs under 1960-talet.
Området avgränsas av kanalerna i norr, öster och söder och av Slottsgatan i väster. Bebyggelsen är huvudsakligen slutna stadskvarter i varierande antal våningar och av varierande ålder. En hel del är kontor, restauranger och affärer. Bostäderna är övervägande privatägda hyreshus.

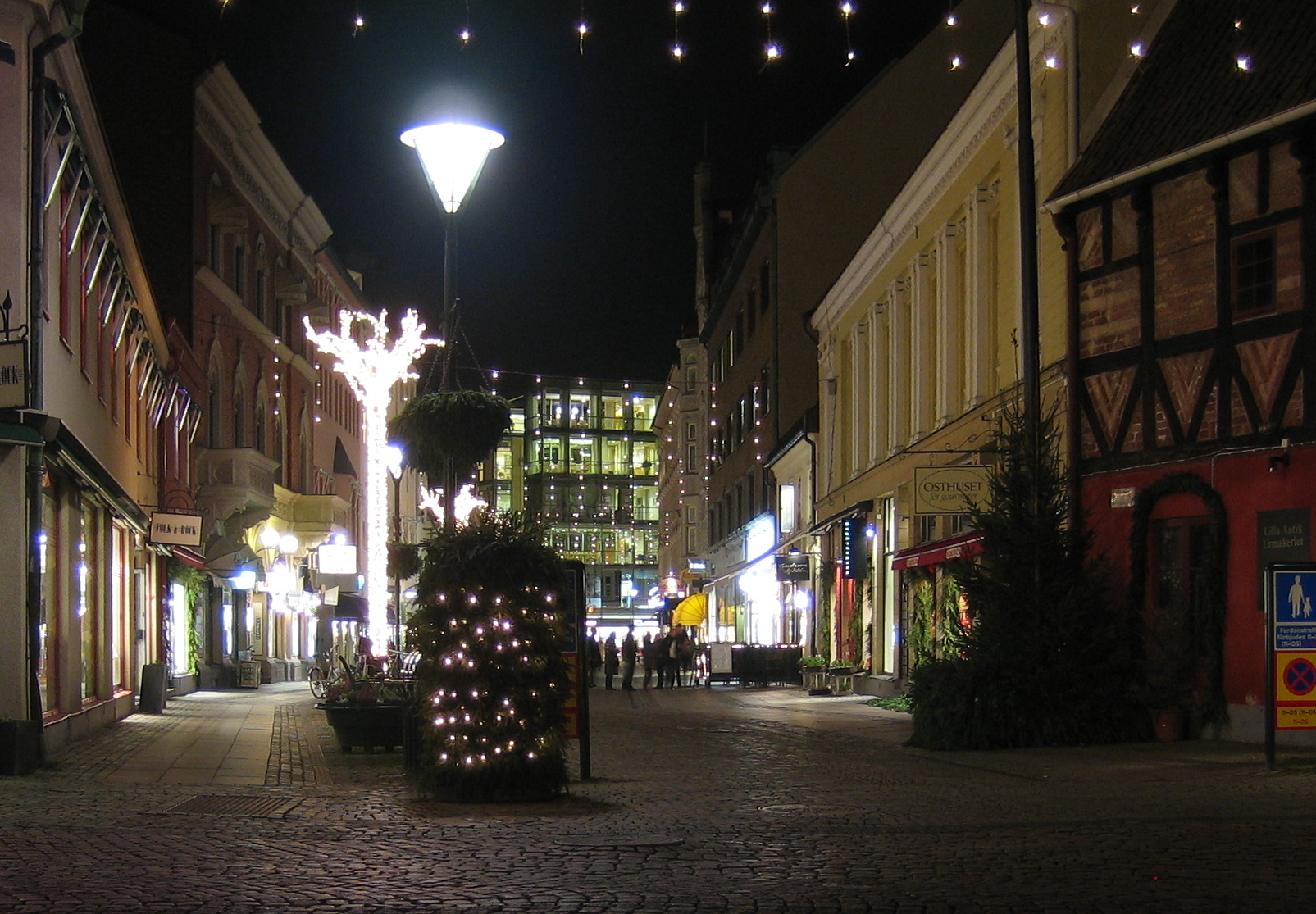
Skomakaregatan från Lilla torg

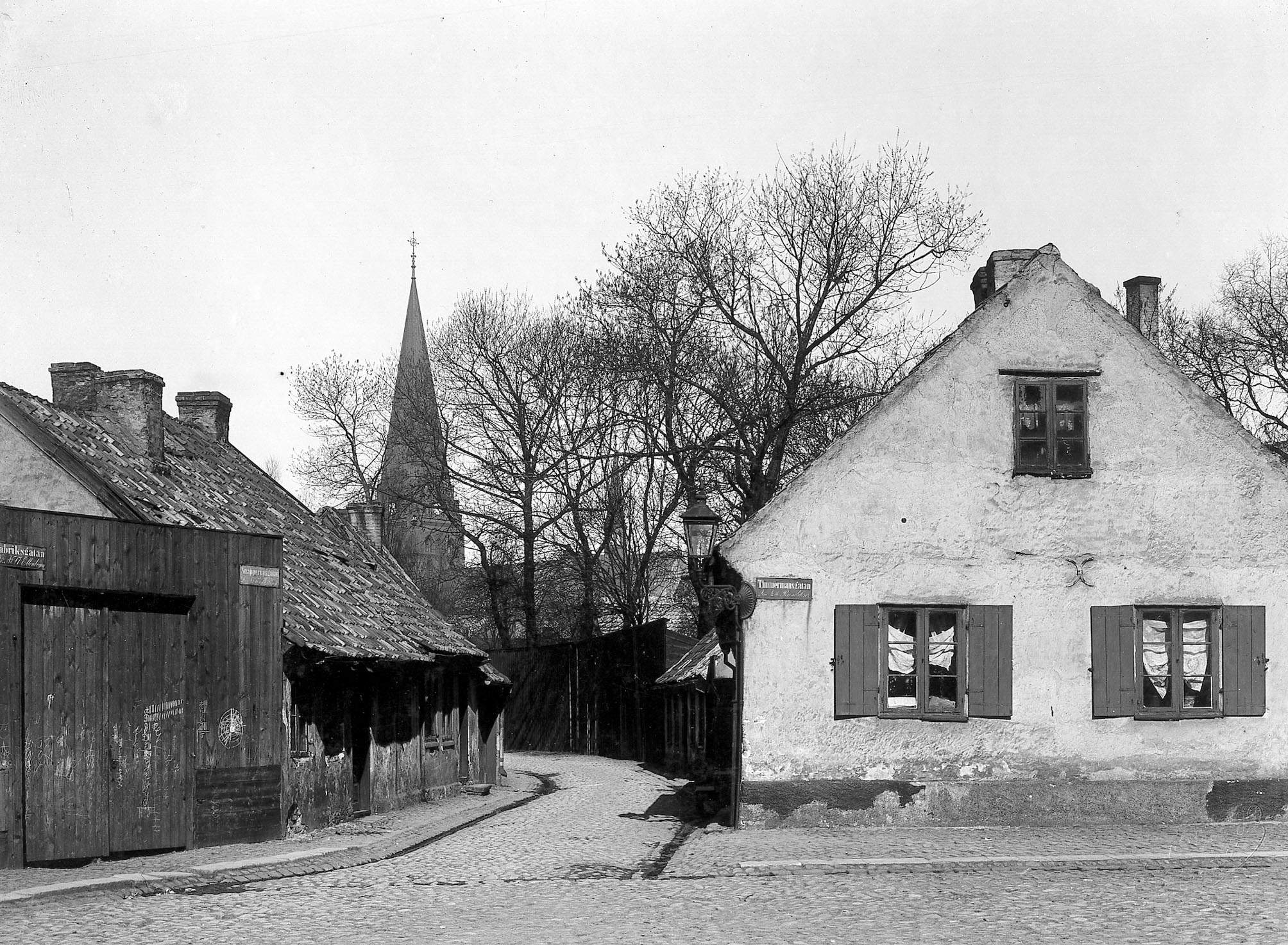
Hörnet av Sladdertorget (Timmermansgatan) och Snapperupsgatan i början av 1890-talet. Snapperupsgatan rakt fram.

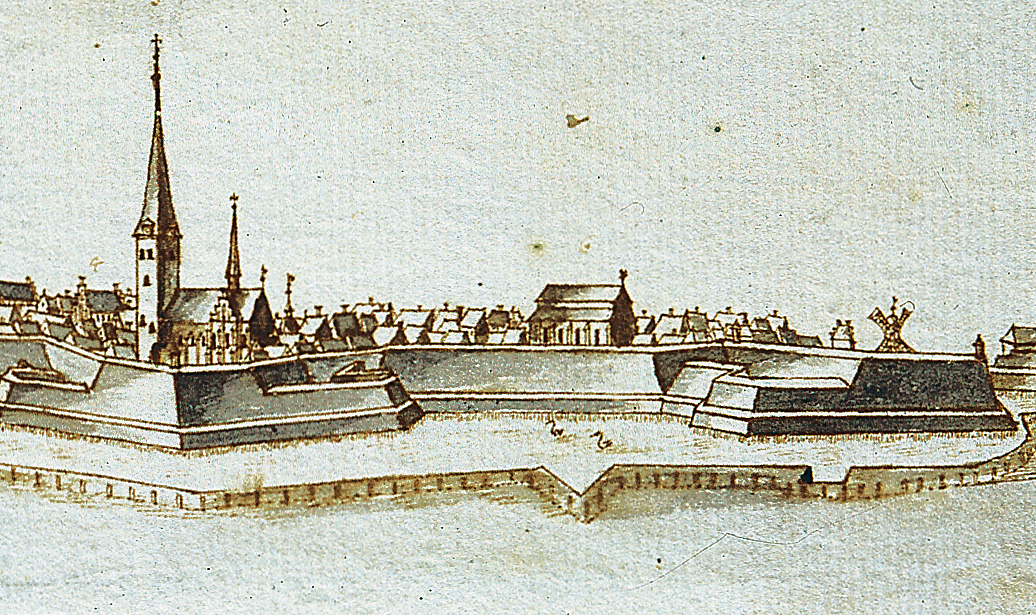
Del av Malmö försvarsverk 1706. Möllan på vallen till höger är Vallamöllan.

Gamla staden har fyra torg, Stortorget, Lilla torg, Drottningtorget och Gustav Adolfs torg samt två köpcentrum, Hansacompagniet och Caroli city. 
I gamla staden finns många historiska byggnader, till exempel Rosenvingeska huset, Tunneln, Thottska huset, Diedenska huset, Niels Kuntzes hus, Rådhuset, Kompanihuset, Residenset, Kockska huset, Hedmanska gården, Faxeska huset och Flensburgska huset.
Det finns två kyrkor i gamla staden: Sankt Petri kyrka och Caroli kyrka. Där finns även två skolor: Västra skolan (F-5) och Österportsskolan (F-6). 

## Malmös medeltida stadskärna
Malmö uppstod som stad under 1250-talet. Den äldsta stadsbebyggelsen utgick från borgen Flynderborg som uppfördes i området av Norra Vallgatan – Hamngatan. Öresund gick fram till 1800-talet ända upp till nuvarande Norra Vallgatan. Adelgatan och delar av Östergatan kom att bli den viktiga torggatan i det äldsta Malmö. På nuvarande S:t Petri kyrkas plats uppfördes i samband med stadsgrundandet en kyrka vigd till S:t Nicolaus. Denna ersattes i början av 1300-talet av den nuvarande kyrkan.  
Genom en kraftig expansion växte staden i slutet av 1200-talet utmed huvudstråket ”den lange Adelgade” det vill säga nuvarande Västergatan, Adelgatan och Östergatan. Under 1300-talet växte staden successivt söderut fram till nuvarande Skomakaregatan – Baltzarsgatan. Under 1400-talet inlemmades ytterligare mark söderut och Söderport kom då att hamna vid nuvarande Södergatans mynning i Gustav Adolfs torg. Staden låg alltså fortfarande långt innanför den nuvarande kanalen.

## Nya staden
Sedan befästningarna runt den medeltida stadskärnan raserats under början av 1800-talet anlades en ny stadsdel, ursprungligen kallad "Nya staden". Stadsplanen utformades av fortifikationsingenjören Nils Mannerkrantz och fick formen av en rutnätsstad med raka gator och rektangulära kvarter som tydligt skiljer den från de medeltida kvarteren som har en mer oregelbunden form. Bland annat lades Stora Nygatan ut och staden fick två nya torg, Gustav Adolfs torg och Drottningtorget. Genom anläggningen av Nya Staden växte Malmö geografiskt och samtidigt började en befolkningsökning.
Nya staden ingår numera i den del av Malmö som benämns Gamla Staden.
I och med vallraseringen förlängdes den gamla Grönegatasträckningen från 1200-talet i den östra delen av Gamla staden. Den nya sträckningen fick namnet Nya Grönegatan och i slutet av 1800-talets första decennium hade nya gator som Norregatan, Stora Trädgårdsgatan och Stora Kvarngatan tillkommit. 
Tidigare hade staden "slutat" där Grönegatan idag börjar vid korsningen Humlegatan–Grönegatan. Ungefär vid samma tid planerades mindre gator och gränder som Lilla Kvarngatan, Lilla Trädgårdsgatan, Österportsgatan, Vallagränd och Norregränd. Nya Grönegatan bytte namn år 1945 till enbart Grönegatan och med detta kallades hela sträckningen från Kattsundsgatan till Östra Promenaden Grönegatan. 
Idag är den äldsta delen, som gick mellan Kattsundsgatan och Humlegatan, riven för att ge plats åt Caroli City.

## Några kvarter i Gamla staden
- Kv. 12 Möllebacken: Kvarteret Möllebacken avgränsades av Stora Kvarngatan, Norregatan, Grönegatan och Stora Trädgårdsgatan och fick sitt namn efter den vall på vilken den forna stubbamöllan Vallamöllan stått på fram till 1853. In i kvarteret sträckte sig Vallagränd, men denna ingick från och med 1980 i kvartersområdet.

## Några gator i Gamla staden
- Vallagränd var den korta gränd, som sträckte sig från Norregatan mot Stora Trädgårdsgatan i samma riktning som den näraliggande Lilla Trädgårdsgatan.

Mitt i den högt belägna Kalmarbastionen låg sedan äldre tider en stubbamölla, Vallamöllan. Vid bastionens avschaktning runt omkring fick denna behålla sin plats och kom således att ligga på en hög backe, kallad Möllebacken. Till möllan ledde från Norregatan en liten smal körväg, vilken lades ut till Vallagränd under 1840-talet, men försvann när kvarteret Möllebacken började bebyggas med modernare hus fr.o.m. år 1980. Själva Vallamöllan försvann redan år 1853.
- Stora Trädgårdsgatan är den gata som sträcker sig i samma riktning som Norregatan, fast längre åt öst. Vid den norra delen av gatan ligger Malmö Kryddfabrik.

- Lilla Trädgårdsgatan namngavs 1807, men utlades först 1857–1861 då kvarteret Rostock delades i två delar, varav det södra fick namnet kvarteret Stralsund. Gatan sträckte sig från Stora Trädgårdsgatans södra del ut mot Östra Promenaden. När gatan utgick 1972 och ersattes av ett enda hus blev kvarteret återigen enbart ett kvarter fast nu med namnet Stralsund.

- Österportsgatan sträcker sig från Östra Tullgatan till Grönegatan och kom till så sent som 1903.

- Lilla Kvarngatan sträcker sig från den södra delen av Stora Trädgårdsgatan till Östra Promenaden. Gatan kom till vid samma tid som Lilla Trädgårdsgatan.

- Timmermansgatan var den östligaste delen av nuvarande Baltzarsgatan (mellan Fabriksgatan och Rörsjögatan). Timmermansgatan namngavs 1807 och fick sitt namn efter de många timmermän, som var bosatta vid gatan. År 1908, då Baltzarsgatan förlängdes österut genom kvarteret Ellenbogen, blev även Timmermansgatan en del av denna gata och namnet utgick.

- Sladdertorget var från 1800-talets mitt inofficiell benämning på den bredare, sydvästra delen av Timmermansgatan. Namnet uppkom till följd av att folk ofta samlades där. Namnet uppgavs redan 1922 vara okänt hos den yngre generationen. Sladdertorget var på denna tid i likhet med den anslutande Snapperupsgatan också känd som ett centrum för stadens prostitution, en verksamhet som från 1890-talet främst förknippades med (Stora) Humlegatan.

- Norra och Södra Rörsjögränd var de två korta gränder som sträckte sig västerut in i kvarteret Höken från Rörsjögatan.  Det var år 1847 som Frans Henrik Kockum inköpte alla tomterna kring dessa gator. Här uppförde han Malmös äldsta kända arbetarkvarter i omsorg om sina anställda i den år 1840-1841 anlagda mekaniska verkstaden i Södra Förstaden (Kockums). Byggnaderna var radhus i en/två våningar med en för tiden mycket god standard till skillnad mot senare arbetarebebyggelse i till exempel Lugnet. De båda gränderna utlades 1853 och namngavs 1864. Husen vid Rörsjögränderna revs under 1970-talet utan någon dokumentation. I dag återstår Norra Rörsjögränd, medan Södra Rörsjögränd är helt försvunnen (namnet utgick 1981).